# Armáda zelené zástavy
Armáda zelené zástavy (čínsky v českém přepisu Lu jing ping, pchin-jinem Lù yíng bīng, znaky zjednodušené 绿营兵, tradiční 綠營兵) byl název jedné z čínských armád v dobách dynastie Čching. Skládala se zejména z Číňanů a operovala současně s armádou Osmi korouhví.

## Vznik
Původně se Armáda zelené zástavy skládala z čínských jednotek, které se Čchingům vzdaly při mandžuském dobytí Číny v roce 1644. Šlo především o délesloužící vojáky ze sociálně znevýhodněných skupin, kteří zůstali segregováni od společnosti i po začlenění do armády (a to zejména z důvodu protivojenských sentimentů v době pozdní dynastie Ming a nízkého a nepravidelně vypláceného platu, který jim často neumožnil ani ženitbu a založení rodiny).

## Služba, úkoly a struktura
Na službu v Armádě zelené zástavy bylo nahlíženo jako na celoživotní zaměstnání. Nešlo o dědičnou kastu, přestože se vojáky Armády zelené zástavy často stávali právě synové a jiní mužští příbuzní stávajících vojáků této armády (a právě na ně byly zaměřeny náborové kampaně vlády).
Struktura Armády zelené zástavy byla značně roztříštěná, s velkým množstvím místních posádek různé velikosti. Tyto posádky byly rozděleny do jednotek velikosti praporu, odpovědných místnímu provinčnímu veliteli. Od 18. století plnily jednotky Armády zelené zástavy převážně úkoly četnictva a policie při udržování místního pořádku a potlačování lokalizovaných nepokojů. Dále poskytovali ozbrojenou podporu při výkonu soudní moci a daňové správy. Poskytovali však též hlavní masu vojáků při velkých vojenských taženích.

## Úpadek
Stejně jako v případě jednotek Osmi korouhví začala vojenská síla Armády zelené zástavy v 18. století upadat. Jejich vojenské jednotky přestaly být schopny klást účinný odpor nejen západním mocnostem (např. Británii v Opiových válkách), ale i vnitřnímu nepříteli (během povstání tchaj-pchingů).